# Старомоньинское (сельское поселение)
Старомоньинское — упразднённое муниципальное образование со статусом сельского поселения в Малопургинском районе Удмуртии Российской Федерации.
Административный центр — деревня Старая Монья.
25 июня 2021 года упразднено в связи с преобразованием муниципального района в муниципальный округ.

## История
Статус и границы сельского поселения установлены Законом Удмуртской Республики от 14 июля 2005 года № 47-РЗ «Об установлении границ муниципальных образований и наделении соответствующим статусом муниципальных образований на территории Малопургинского района Удмуртской Республики».

## Население
| 2010  | 2012  | 2013  | 2014  | 2015  | 2016  | 2017  |
| ----- | ----- | ----- | ----- | ----- | ----- | ----- |
| 2018  | ↗2050 | ↘2039 | ↘2035 | ↗2042 | ↗2049 | ↘2043 |
| 2018  | 2019  | 2020  |       |       |       |       |
| ↗2049 | →2049 | ↘2025 |       |       |       |       |

## Состав сельского поселения
| № | Населённый пункт | Тип населённого пункта          | Население |
| - | ---------------- | ------------------------------- | --------- |
| 1 | Быстрово         | деревня                         | →108      |
| 2 | Верхняя Иж-Бобья | деревня                         | ↘97       |
| 3 | Итешево          | деревня                         | ↗427      |
| 4 | Старая Бурожикья | деревня                         | ↗58       |
| 5 | Старая Монья     | деревня, административный центр | ↗1360     |